# Орден «Достук»
Орден «Достук» (кирг. Достук ордени; с кирг. — «Орден Дружбы») — государственная награда Кыргызской Республики.
Орденом награждаются граждане за работу по укреплению мира, дружбы и сотрудничества между народами.

## История
Орден «Достук» был утверждён указом президента Кыргызстана в августе 2017 года. Относится к государственным наградам первой категории.

## Положение
Орденом «Достук» награждаются:
1. за достижения в деле развития дружеских, социально-экономических и культурно-гуманитарных связей между народами, укрепления всестороннего сотрудничества Киргизской Республики с другими государствами;
2. за достижения в международной, общественной, благотворительной и гуманитарной деятельности;
3. за личный вклад в развитие и приумножение духовного и интеллектуального потенциала страны, активную деятельность по защите прав человека и его социальных интересов.

Орден «Достук» носится на левой стороне груди после ордена «Данк».

## Описание
Орден «Достук» изготавливается из серебра и имеет вид выпуклой шестиконечной звезды, выполненной в виде расходящихся лучей. Звезда покрыта золотом, расстояние между противолежащими концами лучей 55 мм.
В центральной части ордена помещена накладка в виде тумара — древнего кыргызского талисмана треугольной формы. Стороны треугольника 38 мм. Края покрыты золотом. В верхней части тумара помещен знак «неразрывности», означающий вековую дружбу между народами, в середине — надпись «Достук», в нижней части — элементы кыргызского национального орнамента. Все элементы тумара покрыты золотом, расположены на синем фоне, выполненном синей эмалью.
Лицевая сторона звезды украшена национальным орнаментом. В промежутках между концами звезды выступают шесть серебряных элементов, украшенных камнями циркония синего цвета.
На оборотной стороне в нижней части расположен порядковый номер. Крепление ордена булавочного типа.

## Кавалеры ордена

### 2017 год (22 человека)
1. Бусурманкулов, Кадырбек Окумбекович — председатель Ассоциации «Международный конгресс кыргызстанцев и соотечественников «Замандаш» (30 августа 2017 года, № 189)[1]
2. Кузнецов, Семён Олегович — епархиальный архиерей Бишкекской и Кыргызстанской епархии — епископ Бишкекский и Кыргызстанский Даниил (30 августа 2017 года, № 189)[1]
3. Нарматов, Абдишукур Исламович — председатель Совета улемов Кыргызстана (30 августа 2017 года, № 189)[1]
4. Токтомушев, Максатбек Токтомушевич — Азирети муфтий мусульман Кыргызстана Духовного управления мусульман Кыргызстана (30 августа 2017 года, № 189)[1]
5. Черных, Анатолий Серафимович — генеральный директор общества с ограниченной ответственностью «Автомаш-Радиатор» (30 августа 2017 года, № 189)[1]
6. Американский Университет в Центральной Азии — г. Бишкек (30 августа 2017 года, № 189)[1]
7. Кыргызско-Российский Славянский университет им. Б.Н. Ельцина — г. Бишкек (30 августа 2017 года, № 189)[1]
8. Кыргызско-Турецкий университет «Манас» — г. Бишкек (30 августа 2017 года, № 189)[1]
9. Гутерриш, Антониу — генеральный секретарь  Организации Объединённых Наций (30 августа 2017 года, № 190)[2]
10. Хамитов, Рустэм Закиевич — Глава Республики Башкортостан (30 августа 2017 года, № 191)[3]
11. Минниханов, Рустам Нургалиевич — Президент Республики Татарстан (30 августа 2017 года, № 192)[4]
12. Бедюров, Бронтой Янгович — народный писатель Республики Алтай (30 августа 2017 года, № 193)[5]
13. Могерини, Федерика — Верховный представитель Европейского союза по иностранным делам и политике безопасности (8 ноября 2017 года, № 250)[6]
14. Абдурахманов, Ахматжон Турсунович — глава Уч-Коргонского айыл окмоту Кадамжайского района Баткенской области (14 ноября 2017 года, № 256)[7]
15. Артыков, Анвар — депутат Жогорку Кенеша Кыргызской Республики (20 ноября 2017 года, № 262)[8]
16. Мамытов, Токтокучук Болотбекович — советник Премьер-министра Кыргызской Республики (20 ноября 2017 года, № 262)[8]
17. Мохаммад Абдурахман Ахмад Альшайа — руководитель общественного объединения «Центр Ас-Сафа» (20 ноября 2017 года, № 262)[8]
18. Ниязов, Мирослав Джумабекович — Чрезвычайный и Полномочный Посол Кыргызской Республики в Республике Таджикистан (20 ноября 2017 года, № 262)[8]
19. Сулайманов, Алтынбек Турдубаевич — депутат Жогорку Кенеша Кыргызской Республики (20 ноября 2017 года, № 262)[8]
20. Уметалиев, Омурбек Асылбекович — председатель общественного объединения «Совет старейшин Кыргызской Республики» (20 ноября 2017 года, № 262)[8]
21. Масляков, Александр Васильевич — президент Международного союза КВН, ведущий и руководитель телевизионной программы КВН (21 ноября 2017 года, № 267)[9]
22. Закиров, Фаррух Каримович — певец, композитор, художественный руководитель вокально-инструментального ансамбля «Ялла» (21 ноября 2017 года, № 268)[10]

### 2019 год (1 человек)
1. Джошибаев, Сейтхан — кардиохирург, директор товарищества с ограниченной ответственностью «Научно-клинический центр кардиохирургии и трансплантологии» г. Тараз Республики Казахстан (28 августа 2019 года, № 114)[11]

### 2020 год (1 человек)
1. Шойгу, Сергей Кужугетович — Министр обороны Российской Федерации (20 февраля 2020 года, № 38)[12]

### 2021 год (5 человек)
1. Алимжанов, Баянгали Токанович — Заслуженный деятель Казахстана, писатель, драматург, акын-импровизатор и манасчи (1 марта 2021 года, № 60)[13]
2. Баюми Саид Мохамед Елсаид — Президент общественного объединения «Всемирная ассамблея молодёжи» (27 августа 2021 года, № 363)[14]
3. Бюльбюль оглы, Полад — композитор, певец, председатель правления Межгосударственного фонда гуманитарного сотрудничества государств-участников Содружества Независимых Государств (27 августа 2021 года, № 366)[15]
4. Абыкаев, Нуртай Абыкаевич — президент некоммерческого акционерного общества «Фонд Отандастар» (6 октября 2021 года, № 417)[16][17]
5. Колокольцев, Владимир Александрович — Министр внутренних дел Российской Федерации (12 октября 2021 года, № 434)[18]

### 2022 год (3 человека)
1. Тардиф, Жозеф Пьер Люк — президент Международной федерации хоккея (28 февраля 2022 года, № 66)[19]
2. Сийярто, Петер — Министр внешнеэкономических связей и иностранных дел Венгрии (29 апреля 2022 года, № 133)[20]
3. Свобода, Торстен — инвестор проекта «Пульгон Жаны-Жер», руководитель германской компании EDUVISO (18 августа 2022 года)[21]

### 2023 год (4 человека)
1. Алафердов, Акиф Кадырович — председателя общества дружбы и сотрудничества «Кыргызстан-Азербайджан» (30 августа 2023 года)[22].
2. Кыргызско-Узбекский Международный университет имени Батыралы Сыдыкова (30 августа 2023 года)[22].
3. Ду Дэвэнь — Чрезвычайный и Полномочный Посол Китайской Народной Республики в Кыргызской Республике (30 августа 2023 года)[22].
4. Шестаков, Василий Борисович — президент Международной федерации самбо и Международного общественного фонда развития физической культуры и спорта «Самбо» (18 декабря 2023 года)[23].

### 2024 год (12 человек)
1. Абдрахманов, Сауытбек Абдрахманович — публицист, литературовед, журналист, кинокритик, экс-депутат Мажилиса Парламента Республики Казахстан (12 апреля 2024 года)[24][25].
2. Жолдасбеков, Мыртазай Жолдасбекович — видный государственный и общественный деятель Республики Казахстан, учёный-тюрколог (12 апреля 2024 года)[26][25].
3. Идрисов, Ерлан Абильфаизович — государственный деятель, экс-министр иностранных дел Республики Казахстан (12 апреля 2024 года)[27][25].
4. Касымбек, Женис Махмудулы — аким города Астаны Республики Казахстан (12 апреля 2024 года)[28][25].
5. Кыдырали, Дархан Куандыкулы — депутат Сената Парламента Республики Казахстан, профессор Евразийского национального университета имени Л.Н. Гумилёва, академик Национальной академии наук Республики Казахстан (12 апреля 2024 года)[29][25].
6. Омаров, Бауыржан Жумаханулы — советник Президента Республики Казахстан, доктор филологических наук, профессор (12 апреля 2024 года)[30][25].
7. Туймебаев, Жансейт Кансеитулы — председатель правления — ректор Казахского национального университета имени Аль-Фараби (12 апреля 2024 года)[31][25].
8. Аль-Джассер, Мухаммад бин Сулайман — Президент Исламского банка развития (5 июня 2024 года, № 136)[32]
9. Шандор, Дороти — Чрезвычайный и Полномочный Посол Венгрии в Кыргызской Республике (10 июня 2024 года, № 148)[33]
10. Асылбаева, Гюльшат Кадыровна — Председатель Службы антимонопольного регулирования при Министерстве экономики и коммерции Кыргызской Республики, почётный председатель общественного объединения «Ассоциация казахов Кыргызстана» Ассамблеи народа Кыргызстана (21 июня 2024 года, № 163)[34]
11. Сабиров, Ровшанбек Азатович — Заместитель председателя совета Ассамблеи народа Кыргызстана, президент общественного объединения таджиков Кыргызской Республики имени Рудаки Ассамблеи народа Кыргызстана (21 июня 2024 года, № 163)[35]
12. Мамедов, Нусрет Муса оглы — президент Фонда поддержки политики тюркоязычных государств (31 августа 2024 года)[36][37].

### 2025 год (1 человек)
1. Оверчук, Алексей Логвинович — заместитель председателя правительства Российской Федерации (2 апреля 2025 года)[38].